# جول الصبيحة (حريضة)

تعديل مصدري - تعديل

جول الصبيحة هي إحدى قرى عزلة حريضة بمديرية حريضة التابعة لمحافظة حضرموت، بلغ تعداد سكانها 112 نسمة حسب تعداد اليمن لعام 2004.